# Kris Boustedt
Pour les articles homonymes, voir Boustedt.
Kris Boustedt est un réalisateur, producteur, scénariste, monteur et acteur américain.

## Biographie
Kris Boustedt et son épouse Lindy travaille généralement ensemble.

## Filmographie

### Comme réalisateur
- 2007 : Collect All Four (court métrage)
- 2010 : Perfect 10
- 2012 : The Summer Home (court métrage)
- 2012 : Senior Showcase (court métrage)
- 2012 : This Is Ours
- 2013 : Practical Things (court métrage)
- 2014 : Ten Years Later (court métrage)
- 2014 : Together Forever (court métrage)
- 2015 : Alone (court métrage)
- 2016 : Brides to Be

### Comme producteur
- 2010 : Perfect 10
- 2012 : The Summer Home (court métrage)
- 2012 : Senior Showcase (court métrage)
- 2012 : This Is Ours
- 2012 : Revelation (court métrage)
- 2013 : The Rhythm of Inspiration (court métrage)
- 2013 : Ex Parte (court métrage)
- 2013 : Practical Things (court métrage)
- 2013 : Suspect (court métrage)
- 2014 : Ten Years Later (court métrage)
- 2014 : Together Forever (court métrage)
- 2015 : Alone (court métrage)
- 2015 : Last Caller (court métrage)
- 2016 : A Happy Ending (court métrage documentaire)
- 2016 : Brides to Be
- 2016 : The Noise Made by People (court métrage)

### Comme scénariste
- 2007 : Collect All Four (court métrage)
- 2010 : Perfect 10
- 2012 : The Summer Home (court métrage)
- 2012 : Senior Showcase (court métrage)
- 2012 : This Is Ours
- 2013 : Practical Things (court métrage)
- 2014 : Ten Years Later (court métrage)
- 2014 : Together Forever (court métrage)
- 2015 : Alone (court métrage)
- 2016 : Brides to Be

### Comme monteur
- 2007 : Collect All Four (court métrage)
- 2010 : Perfect 10
- 2010 : Tonight's Special (court métrage)
- 2010 : Relationships, Now with 45% Less Fat (court métrage)
- 2011 : Connect To (court métrage)
- 2011 : Tilting at Windmills (court métrage)
- 2011 : Photo Booth (court métrage)
- 2012 : The Summer Home (court métrage)
- 2012 : Senior Showcase (court métrage)
- 2012 : This Is Ours
- 2013 : Locally Grown (téléfilm)
- 2013 : Trauma (court métrage)
- 2013 : Mystic Coffee (court métrage)
- 2014 : The Smiths (court métrage)
- 2014 : The Beast Inside (court métrage)
- 2014 : Super Dads (court métrage)
- 2014 : Home for Sale (court métrage)
- 2014 : Ten Years Later (court métrage)
- 2014 : Together Forever (court métrage)
- 2015 : Alone (court métrage)
- 2016 : The Hunter (court métrage)

### Comme acteur
- 2007 : Collect All Four (court métrage) : le patron